# Kaplica Matki Boskiej Różańcowej w Rzędowicach
Kaplica Matki Boskiej Różańcowej – rzymskokatolicka kaplica położona we wsi Rzędowice (gmina Dobrodzień). Kaplica należy do parafii św. Marii Magdaleny w Dobrodzieniu w dekanacie Dobrodzień, diecezji opolskiej.

## Historia kościoła
Kaplica została wybudowana w 1913 roku.